# Jake Bugg
Jake Bugg, nascut Jake Edwin Charles Kennedy (Clifton, 28 de febrer del 1994) és un cantant i compositor britànic de música folk rock. Va obtenir una gran popularitat a nivell mundial després de llançar el seu primer àlbum, anomenat Jake Bugg (2012), el qual va arribar al lloc número 1 a les llistes UK album charts i Scottish album Chart. Algunes de les seves influències principals son Donovan, The Beatles, Oasis, Bob Dylan i Johnny Cash.

## Biografia
Jake Bugg va néixer a Nottingham, amb pares divorciats des que ell era petit. El seu pare és infermer i la seva mare es dedica a les ventes, però tenen en comú que ambdós havien fet gravacions musicals respectivament amb anterioritat, passant la passió per la música al seu fill. Bugg va créixer a Clifton, on va aprendre a tocar la guitarra als 12 anys després que el seu tiet li comprés l'instrument. El moment que el va fer interessar-se per la música va ser quan va escoltar “Vincent” de Don McLean al capítol de The Simpsons, ‘Scuse Me While I Miss the Sky i, segons ell: “recordo pensar que volia poder escriure cançons com aquella”. El seu primer concert va ser a The Farnborough Academy, amb 14 anys. Als 15 ja va començar a actuar a bars i amb 16 anys va deixar un curs de tecnologia de la musica per poder escriure i tocar les seves pròpies cançons a temps complet.
Als 17 anys, va fer una audició per participar al festival Glastonbudget, una versió econòmica del festival de Glastonbury, però va ser rebutjat. L'endemà, va rebre una trucada i va ser convidat a participar al Introducing Stage del festival de Glastonbury. Al juny del 2011 va firmar amb la discogràfica Mercury Records i començà a gravar les cançons que formarien part del seu primer disc.

## Discografia

### Jake Bugg (2012)
El 4 de setembre del 2012, Bugg llençà el seu single debut anomenat Trouble Town. Un mes i 11 dies més tard, el 15 d'octubre del 2012, el seu disc debut homónim Jake Bugg va sortir a la llum. El 21 d'octubre d'aquell mateix any, la cançó “Two Fingers” va arribar al número 28 al Regne Unit mentre que el disc va debutar com a número 1 a les llistes de Regne Unit. L'àlbum va aconseguir crítiques majoritàriament positives i va ser el guanyador del Mercury Prize 2013. La cançó Simple As This, d'aquest album, està inclosa a la banda sonora de la pel·lícula The Fault In Our Stars.

### Shangri La (2013)
Bugg va anunciar a través de Twitter el 8 de Setembre del 2013 que el segon disc estava acabat. El 23 del mateix mes, va anunciar el nom del seu nou album: Shangri La, junt amb el seu primer single “What Doesn't Kill You”. Aquest últim va aconseguir debutar al número quaranta-quatre a la llista de singles del Regne Unit. Shangri La va sortir el 18 de novembre del 2013, i va ser molt aclamat per la crítica. La cançó Me and You va ser utilitzada pels crèdits de la pel·lícula Dumb and Dumber To
Al 2013 Bugg va rebre la nominació de “British Breakthrough Act” als Brit Awards, que eren regulats per la votació dels oients de la BBC Radio 1. El 28 de juny, Bugg va actuar al festival de Glastonbury, convertint-se en el primer artista que passa del Introducing Stage al Pyramid Stage en anys consecutius. A més, va actuar als Premis Nobel 2013, interpretant el single del seu àlbum anterior Broken 

### On My One (2016)
El 16 de febrer del 2016, Jake Bugg va llançar el primer single del seu tercer disc, On My One. El dia 25 va treure la cançó Gimme The Love i va anunciar a la BBC Radio 1 que l'àlbum estava previst pel 17 juny. També va compartir la caràtula i la llista de cançons. Aquest és el primer àlbum escrit en la seva totalitat pel mateix Jake Bugg.
Malgrat les aclamacions pels seus treballs anteriors, les critiques de On My One van ser mediocres. Pitchfork afirmava “On My One es precisament el tipus d'error que les estrelles del pop fan quan creuen que son més llestes que el sistema”. A metacritic, que compta amb un sistema de valoracions sobre 100, compta amb una puntuació de 59. A més, només va passar tres setmanes a les llistes d'èxits.

### Hearts That Strain (2017)
El 2 d'agost del 2017, el nou single “How Soon the Dawn” fou estrenat. El dia 4 del mateix mes, Bugg va anunciar el seu quart àlbum titulat Hearts That Strain, publicat el dia 1 de setembre del 2017. Igual que el seu disc anterior, aquest no compta amb credits per escriptura de ningú més que Jake Bugg. L'àlbum ha obtingut millors critiques que el seu predecessor, però segueixen sent mixtes en la seva gran majoria. Inclou una única col·laboració, la cançó Waiting que Bugg canta junt amb Noah Cyrus.

## Premis
| Any  | Organització          | Premi                             | Nominat       | Resultat  |
| ---- | --------------------- | --------------------------------- | ------------- | --------- |
| 2013 | BRIT Awards           | Artista revelació britànic        | Ell mateix    | Nominat   |
| 2013 | NME Awards            | Millor artista solitari           | Ell mateix    | Nominat   |
| 2013 | NME Awards            | Best Album                        | Jake Bugg     | Nominat   |
| 2013 | Ivor Novello Awards   | Millor cançó musical i líricament | "Two Fingers" | Nominat   |
| 2013 | Q Awards              | Millor acte nou                   | Ell mateix    | Guanyador |
| 2013 | Q Awards              | Millor artista solitari           | Ell mateix    | Nominat   |
| 2013 | Mercury Prize         | Àlbum de l'any                    | Jake Bugg     | Nominat   |
| 2014 | BRIT Awards           | Artista solitari masculí britànic | Ell mateix    | Nominat   |
| 2014 | NME Awards            | Millor artista solitari           | Ell mateix    | Nominat   |
| 2014 | Q Awards              | Millor artista solitari           | Ell mateix    | Nominat   |
| 2014 | Capricho Awards       | Cantant internacional             | Ell mateix    | Nominat   |
| 2014 | Japan Gold Disc Award | Millors tres artistes nous        | Ell mateix    | Guanyador |
| 2015 | NME Awards            | Millor artista solitari           | Ell mateix    | Guanyador |
| 2015 | Silver Clef Award     | Millor masculí                    | Ell mateix    | Guanyador |

## Aparicions televisives
| Any  | Programa de televisió                  | Actuació                           | Descripció                 |
| ---- | -------------------------------------- | ---------------------------------- | -------------------------- |
|      | BBC 2 The Review Show                  | "Trouble Town"                     | Gener 2012                 |
| 2012 | Hootenanny                             | "Lightning Bolt" & "Two Fingers"   | Hootenanny anual 2012/2013 |
| 2013 | Conan                                  | "Two Fingers"                      | 17 gener 2013              |
| 2013 | The Ellen DeGeneres Show               | "Lightning Bolt"                   | Temporada 10, Episodi 129  |
| 2013 | The Graham Norton Show                 | "Broken"                           | Temporada 13, Episodi 13   |
| 2013 | Late Show with David Letterman         | "Lightning Bolt"                   | Temporada 20, Episodi 129  |
| 2013 | The Tonight Show with Jay Leno         | "Lightning Bolt"                   | Temporada 21, Episodi 68   |
| 2013 | Conan                                  | "What Doesn't Kill You"            | 1 octubre 2013             |
| 2013 | The Tonight Show with Jay Leno         | "What Doesn't Kill You"            | Temporada 21, Episodi 206  |
| 2014 | The Graham Norton Show                 | "A Song About Love"                | Temporada 14, Episodi 11   |
| 2014 | The Ellen DeGeneres Show               | "A Song About Love"                | Temporada 11, Episodi 91   |
| 2014 | American Idol                          | "Me and You"                       | Temporada 13, Episodi 15   |
| 2014 | The Tonight Show Starring Jimmy Fallon | "Me and You"                       | 14 març 2014               |
| 2016 | Jimmy Kimmel Live!                     | "Gimme the Love", "Lightning Bolt" | 15 març, 2016              |
| 2016 | Late Night with Seth Meyers            | "Love, Hope and Misery"            | 7 juny, 2016               |
| 2016 | The Andrew Marr Show                   | "Love, Hope and Misery"            | 19 juny 2016               |